# Buhlul
Buhlūl al-madschnūn („Buhlul der Verrückte“; auch Abū-Wuhaib Buhlūl Ibn-'Amr al-mağnūn; al-kūfi Magnun al-Buhlul; * um 749 in Kufa; † 805 ebenda) war ein Sufi (islamischer Mystiker), Musiker, Bettler und Stadtnarr.

## Leben
Buhlul (arabisch بُهلُول, „der Besessene“) wuchs in Kufa auf. Von seinem Vater erbte er 600 Dirham. Das Erbe verschleuderte er kurzerhand. Er reiste nach Basra, al-Hīra und Tarsus. Das Publikum, das den buckligen Buhlul singen hören wollte, musste einen Dirham zahlen, für sein Verstummen musste es zwei Groschen zahlen. Wurde Buhlul mit Steinen beworfen, reichte er kleinere Steine, da er sich sonst am Beten gehindert fühlte. Buhlul bestrich sich den Rücken mit Kot, um Leute, die ihn schlugen, abzuwehren. Häufig lungerte er auf dem Friedhof von Kufa herum und begründete dies damit, dass er lieber bei Leuten sitze, die ihn nicht schlugen. Oft ließ er ein Bein in eine Gruft hineinhängen, um sich am Höllenfeuer des toten Sünders zu erwärmen. Selbst im Winter lief er barfuß durch Pfützen und wärmte sich an weit entfernten Kerzen.
Buhlul schlug sich als Mundräuber durch. Eine Aufforderung, eine Liste aller Verrückten aufzustellen, verweigerte er, da die Auflistung der Vernünftigen kürzer sei.
Als Abu Hanifa damit überraschte, dass Unsichtbares auch nicht vorhanden sei, warf Buhlul ihm einen Ziegel an die Stirn, um zu belegen, dass Schmerz zwar vorhanden, aber nicht sichtbar sein könnte.
Menschenanhäufungen erklärte er als waagrechte Auslastung der Erdscheibe, die kippen würde, wenn alle gleichzeitig auf einer Seite stehen würden.
Ausgehungert brach er nachts beim Nachbarn ein, es packte ihn die Reue, er weckte das ganze Haus und wollte, dass die Scharia über den Vorfall entscheiden sollte. Der Nachbar zahlte ihm daraufhin ein Almosen.
Buhlul setzte sich auf den Thron des Kalifen und wurde durch Schläge bestraft. Der Kalif krönte den Stadtnarr zum König der Schweine und Buhlul betrachtete daraufhin den Großwesir als seinen Untertan.
Als Kalif Harun Buhluls Schulden erlassen wollte, wehrte dies Buhlul ab, da der Kalif selbst nichts besitze und selbst nur neue Schulden machen könnte.
Am Stadttor von Basra legte er sich neben einem Schlafenden nieder und erwachte neben einem Toten. Er wurde angeklagt, zum Galgen geführt und im Publikum stellte sich der Mörder, für den Buhlul erfolgreich Fürsprache einlegte.
In Bagdad stand sein Grabstein seit 1108.
Buhluls Sufi-Weisheiten wurden überliefert von Gahiz, Ibn abi-d-Dunja, Ahmad ibm Luqman und Abu Ali Sahl ibm Ali aus Bagdad. Gesammelt hat die Weisheiten Abul Kasim al Hasan ibm Habib an Naisaburi.
Rūmī nannte Dorfnarren den Buhlul des Dorfes.